# Eila Hiltunen

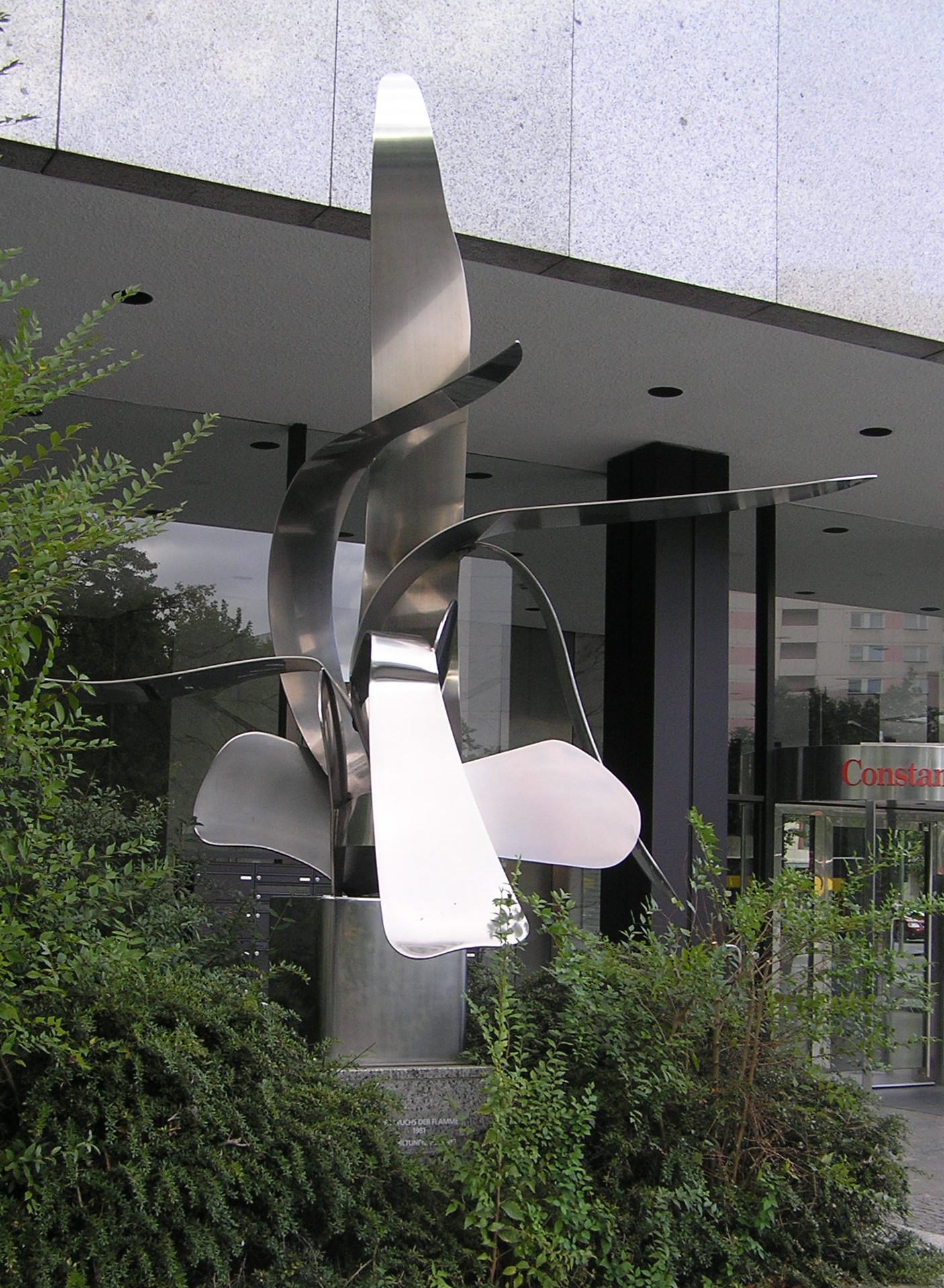
Eila Hiltunen, Der Wuchs der Flammen, 1981, Berlino

Eila Hiltunen (Sortavala, 22 novembre 1922 – Helsinki, 10 ottobre 2003) è stata una scultrice finlandese.

## Formazione
La sua formazione si è sviluppata nell'ambito del classicismo nordico influenzato dall'incontro con le avanguardie russe. Le sue opere monumentali, spesso installate all'aperto in spazi pubblici, hanno in comune una proprietà: sono progettate per essere resistenti, caratteristica questa dovuta all'uso di leghe metalliche, in prevalenza l'acciaio finlandese.
È l'autrice del monumento a Sibelius (1967) esposto ad Helsinki. Una versione in scala ridotta del monumento si trova presso gli uffici dell'UNESCO a Parigi, mentre un'altra opera simile, progettata anch'essa da Hiltunen, si trova presso il palazzo delle Nazioni Unite a New York.
In Italia ci sono state sue mostre, la prima si tenne nel 1962 alla Galleria dell'Ariete di Milano. Sono due le sue opere esposte a Roma: oltre a “Crescendo” all'Auditorium Parco della Musica, l'altra è “Orchidea”, installata lungo la Passeggiata del Giappone all'EUR nel Parco Centrale del Lago.